# ترمن
ترمن (به آلمانی: Tremmen) یک منطقهٔ مسکونی در آلمان است که در کتسین/هاول واقع شده‌است. ترمن ۱٬۰۰۰ نفر جمعیت دارد.